# Safita
Safita is een plaats in het Syrische gouvernement Tartous. Het stadje ligt in het westen van Syrië, tussen Tartous aan de kust en de Krak des Chevaliers. De burcht van Safita was het Chastel Blanc van de Tempeliers.